# Rudolph Simonsen
Rudolph Hermann Simonsen (30 de abril de 1889-28 de marzo de 1947) fue un compositor danés que estudió con Otto Malling.  Desde 1918 fue profesor de piano en el Conservatorio de su ciudad natal.
En 1928, ganó una medalla de bronce en las competiciones de arte de los Juegos Olímpicos por su Sinfonía No. 2: Hellas . 
A partir de 1931 Simonsen dirigió la Real Academia Danesa de Música . 